# 켄터키 대학교
켄터키 대학교(The University of Kentucky)는 미국 켄터키주 렉싱턴에 위치한 대학교이다. 현재 켄터키주 내의 대학에서 학생 수가 가장 많고(27,000명 이상), 또한 U.S. News & World Report지에 따르면 켄터키주 최대의 학술 연구 기관이기도 하다. 켄터키주 내외에서 UK라는 이니셜을 사용하는 대학이 많으며, 캔자스 대학교는 일반적으로 KU라고 한다.

## 역사
1865년에 존 브라이언 보먼에 의해 켄터키 농공 대학(Agricultural and Mechanical College of Kentucky)으로 설립되었다. 현재 트랜실베이니아 대학교(Transylvania University)와 분리 등을 거쳐 1880년에 공학화되어 종합대학화를 거쳐 1916년에 현재의 명칭인 켄터키 대학교(University of Kentucky)로 개칭되었다. 또한 1949년에 흑인 소송을 통해 석사 과정에 입학을 인정받은 것을 계기로 인종 통합이 실현되었다.